# Blendija
Blendija (en serbe cyrillique : Блендија) est un village de Serbie situé dans la municipalité de Sokobanja, district de Zaječar. Au recensement de 2011, il comptait 282 habitants.
Blendija est située sur les bords de la Sokobanjska Moravica, un affluent droit de la Južna Morava.

## Démographie
| 1948 | 1953 | 1961 | 1971 | 1981 | 1991 | 2002 | 2011 |
| ---- | ---- | ---- | ---- | ---- | ---- | ---- | ---- |
| 578  | 560  | 581  | 551  | 500  | 448  | 352  | 282  |

|  |